# 3645 Fabini
3645 Fabini је астероид главног астероидног појаса са средњом удаљеношћу од Сунца која износи 2,700 астрономских јединица (АЈ).
Апсолутна магнитуда астероида је 12,1.